# Jagdgeschwader 130
La Jagdgeschwader 130 (JG 130) (130e escadron de chasseurs) est une unité de chasseurs de la Luftwaffe pendant la Seconde Guerre mondiale.
Active de fin-1938 à mi-1939, l'unité était destinée à la suprématie aérienne dans le ciel de l'Europe.

## Opérations
La JG 130 opère sur les chasseurs Messerschmitt Bf 109D.

## Organisation

### I. Gruppe
Formé le 1er novembre 1938 à Jesau à partir du I./JG 131 avec :
- Stab I./JG 130 à partir du Stab I./JG 131
- 1./JG 130 à partir du 1./JG 131
- 2./JG 130 à partir du 2./JG 131
- 3./JG 130 à partir du 3./JG 131

Le 1er mai 1939, le I./JG 130 est renommé I./JG 1 avec :
- Stab I./JG 130 devient Stab I./JG 1
- 1./JG 130 devient 1./JG 1
- 2./JG 130 devient 2./JG 1
- 3./JG 130 devient 3./JG 1

Gruppenkommandeure (Commandant de groupe) :
| Début             | Fin          | Grade     | Nom                    |
| ----------------- | ------------ | --------- | ---------------------- |
| 1er novembre 1938 | 1er mai 1939 | Hauptmann | Bernhard Woldenga (en) |